# Thaumatopsis idion
Thaumatopsis idion là một loài bướm đêm trong họ Crambidae.